# James Cotton
James «Jimmy» Cotton (Tunica, Misisipi; 1 de julio de 1935 - Austin, Texas; 16 de marzo de 2017) fue un armonicista, cantante y compositor de blues estadounidense.
Fue alumno de Sonny Boy Williamson II y junto a este, Little Walter y Big Walter Horton forman el grupo de los cuatro armonicistas más famosos en su época.[cita requerida] Participó en la banda de Muddy Waters a mediados de la década de 1950. Más adelante formó su propio proyecto, la James Cotton Band. Además participó como sesionista en innumerables grabaciones.

## Trayectoria

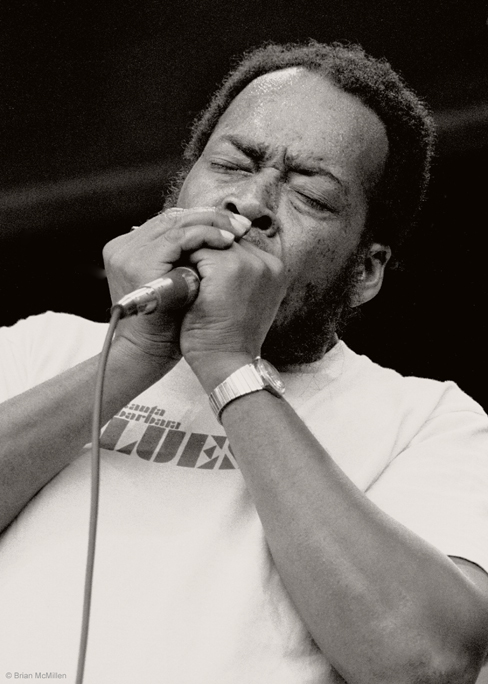
James Cotton en Monterey, 1981

Cotton se interesó por la música cuando escuchó por primera vez a Sonny Boy Williamson II en la radio. Se fue de casa con su tío y se mudó a West Helena, Arkansas, donde encontró a Williamson. Durante muchos años, Cotton afirmó que le dijo a Williamson que era huérfano y que Williamson lo acogió y crio, una historia que admitió en los últimos años que no era cierta. Sin embargo, Williamson fue mentor de Cotton durante sus primeros años. Williamson dejó el sur para vivir con su esposa en Milwaukee, Wisconsin, dejando a su banda en manos de Cotton. Cotton fue citado diciendo: "Simplemente me la dejó a mí. Pero no pude mantenerla unida porque era demasiado joven y loco en aquellos días y todos en la banda eran hombres adultos, mucho mayores que yo".
Cotton tocó la batería al principio de su carrera, pero es famoso por su interpretación de la armónica. Comenzó su carrera profesional tocando la armónica de blues en la banda de Howlin 'Wolf a principios de la década de 1950. Hizo sus primeras grabaciones como solista para Sun Records en Memphis en 1953. En 1954, grabó un sencillo de blues eléctrico "Cotton Crop Blues", que presentaba un solo de guitarra eléctrica accionado por acordes potentes y distorsionado de Pat Hare. Cotton comenzó a trabajar con la Muddy Waters Band alrededor de 1955. Interpretó canciones como "Got My Mojo Working" y "She's Nineteen Years Old", aunque no tocó en las grabaciones originales; Little Walter, el armónica de larga duración de Waters, tocó para la mayoría de las sesiones de grabación de Waters en la década de 1950. La primera sesión de grabación de Cotton con Waters tuvo lugar en junio de 1957, y alternó con Little Walter en las sesiones de grabación de Waters hasta el final de la década.
En 1965 formó el Jimmy Cotton Blues Quartet, con Otis Spann en el piano, para grabar entre conciertos con la banda de Waters. Sus actuaciones fueron capturadas por el productor Samuel Charters en el volumen dos de la grabación de Vanguard, Chicago / The Blues / Today. Después de dejar la banda de Waters en 1966, Cotton realizó una gira con Janis Joplin mientras perseguía una carrera en solitario. Formó la banda James Cotton Blues en 1967. La banda realizó principalmente sus propios arreglos de blues popular y R & B de los años 1950 y 1960. Su primer álbum completo, en Verve Records, fue producido por el guitarrista Mike Bloomfield y el cantante y compositor Nick Gravenites, quienes más tarde fueron miembros de la banda Electric Flag. La banda de Cotton incluía una sección de viento, como la de Bobby Bland. Después de la muerte de Bland, su hijo dijo a los medios de comunicación que Bland había descubierto recientemente que Cotton era su medio hermano.

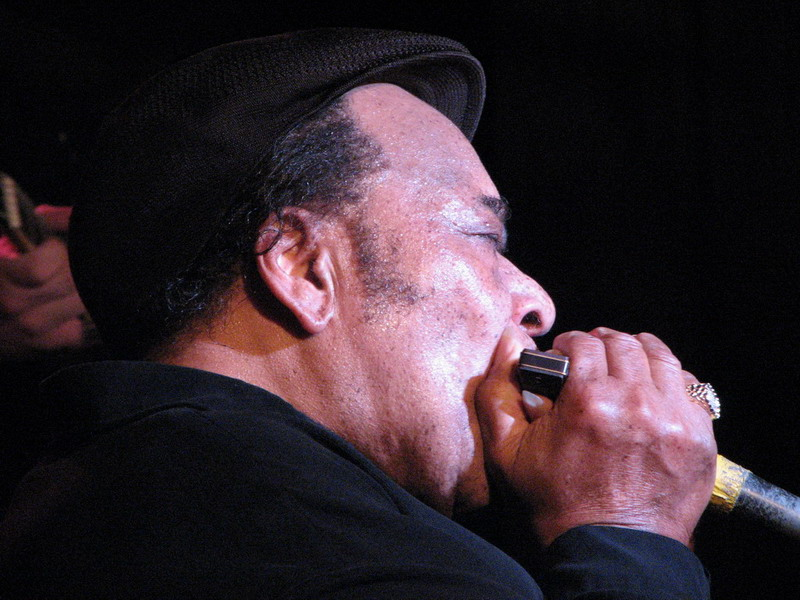
James Cotton en la discoteca de blues de Jeff Healey en Toronto, 2008

En la década de 1970, Cotton grabó varios álbumes para Buddah Records. Tocó la armónica en el álbum de 1977 ganador de premios Grammy de Muddy Waters Hard Again, producido por Johnny Winter. En la década de 1980, grabó para Alligator Records en Chicago y se reincorporó a la lista de Alligator en 2010.
The James Cotton Blues Band recibió una nominación al Grammy en 1984 por Live from Chicago: Mr. Superharp Himself !, de Alligator, y una segunda por su álbum de 1987 Take Me Back, en Blind Pig Records. Fue galardonado con un Grammy al Mejor Álbum de Blues Tradicional por Deep in the Blues en 1996. Cotton apareció en la portada del número de julio-agosto de 1987 de la revista Living Blues (número 76). Apareció en el número 40 de la misma publicación de agosto-septiembre de 2010.
En 2006, Cotton fue incluido en el Salón de la Fama del Blues en una ceremonia conducida por la Fundación Blues en Memphis. Ha ganado o compartido diez Blues Music Awards.
Cotton combatió el cáncer de garganta a mediados de la década de 1990, pero continuó sus giras, utilizando cantantes o miembros de su banda de acompañamiento como vocalistas. En 2006 fue músico invitado en el álbum Way Back, de Willie "Big Eyes" Smith y que también incluía a Pinetop Perkins. El 10 de marzo de 2008, él y Ben Harper actuaron en la inducción de Little Walter en el Salón de la Fama del Rock and Roll, tocando "Juke" y "My Babe" juntos; la ceremonia de inducción se transmitió a nivel nacional en VH1 Classic. El 30 de agosto de 2010, Cotton fue el invitado especial en la transmisión de despedida de Larry Monroe Blue Monday, que organizó en la estación de radio KUT en Austin, Texas, durante casi 30 años.
El álbum de estudio Giant, lanzado por Alligator Records a finales de septiembre de 2010, fue nominado para un Grammy Award. Su álbum Cotton Mouth Man, lanzado por Alligator el 7 de mayo de 2013, también fue nominado al Grammy. Incluye apariciones especiales de Gregg Allman, Joe Bonamassa, Ruthie Foster, Delbert McClinton, Warren Haynes, Keb Mo, Chuck Leavell y Colin Linden. Cotton tocó la armónica en "Matches Do not Burn Memories" en el álbum debut de Dr. Izzy Band, Blind & Blues Bound, lanzado en junio de 2013. En 2014, Cotton ganó un Blues Music Award por Traditional Male Blues Artist y también fue nominado en la categoría Best Instrumentalist - Harmonica.
La banda de gira de Cotton incluye al guitarrista y vocalista Tom Holland, el vocalista Darrell Nulisch, el bajista Noel Neal (hermano del guitarrista y armonista de blues Kenny Neal) y el baterista Jerry Porter.

## Discografía seleccionada
- Chicago/The Blues/Today!, vol. 2
- 1965: Chris Barber Presents Jimmy Cotton and Chris Barber Presents Jimmy Cotton – 2 (45-rpm EPs con la British band)
- 1967: The James Cotton Blues Band (Verve)
- 1968: Cut You Loose! (Vanguard)
- 1968: Cotton in Your Ears (Verve)
- 1970: Taking Care of Business (Capitol)
- 1974: 100% Cotton, con Matt "Guitar" Murphy (Buddah)
- 1976: Live & on the Move (Buddah)
- 1978: High Energy (Buddah)
- 1984: High Compression (Alligator)
- 1986: Live from Chicago: Mr. Superharp Himself (Alligator)
- 1987: Take Me Back (Blind Pig), reeditado en vinilo, 2009
- 1988: Live at Antone's (Antone's)
- 1990: Harp Attack!, con Carey Bell, Junior Wells, y Billy Branch (Alligator)
- 1991: Mighty Long Time (Anton's)
- 1994: 3 Harp Boogie (Tomato)
- 1994: Living the Blues (Verve)
- 1995: Two Sides of the Blues
- 1996: Deep in the Blues (Verve)
- 1998: Seems Like Yesterday (Justin Time)
- 1998: Late Night Blues: Live at the Penelope Café 1967 (Justin Time)
- 1999: Best of the Vanguard Years (Vanguard)
- 1999: Superharps, con Charlie Musselwhite, Sugar Ray Norcia, y Billy Branch (Telarc)
- 2000: Fire Down Under the Hill (Telarc)
- 2002: 35th Anniversary Jam (Telarc)
- 2004: Baby, Don't You Tear My Clothes (Telarc)
- 2007: Breakin' It Up, Breakin' It Down, con Muddy Waters y Johnny Winter (Legacy)
- 2010: Giant (Alligator)
- 2013: Cotton Mouth Man (Alligator)